# ريك هاينز
ريك هاينز هو لاعب هوكي الجليد كندي، ولد في 30 مايو 1955 في إسيكس في كندا.

## وصلات خارجية
- ريك هاينز على موقع دوري الهوكي الوطني (الإنجليزية)
- ريك هاينز على موقع EliteProspects.com (الإنجليزية)
- ريك هاينز على موقع HockeyDB.com (الإنجليزية)